# Інформаційна агресія
Інформаційна агресія — незаконні дії однієї зі сторін в інформаційній сфері, спрямовані на нанесення конкретної, відчутної шкоди в окремих областях діяльності іншої сторони шляхом обмеженого і локального за своїми масштабами застосування сил.

## Різновиди
За інтенсивністю, масштабами і засобами, які використовуються, виділяють наступні ступені інформаційного протиборства:
- інформаційна експансія,
- інформаційна агресія,
- інформаційна війна

Інформаційна експансія — діяльність по досягненню національних інтересів методом безконфліктного проникнення в інформаційну сферу.
Інформаційна перевага здатна допомогти у стримуванні чи нейтралізації традиційних воєнних загроз при порівняно низьких затратах.